# Planitud asintótica

Una representación del plano de la eclíptica o ecuatorial de una métrica de Schwarzschild, que es un asintóticamente plano.

En relatividad general y cosmología, la planitud asintótica se refiere a una propiedad geométrica de un espacio-tiempo en el que la materia está distribuida en una región compacta del mismo, que hace que a grandes distancias de la materia que curva dicho espacio-tiempo la forma geométrica se parezca a la de un espacio-tiempo plano o espacio de Minkowski. La caracterización formal de la planitud asintótica es más complicada y se desarrolla en las siguientes secciones.

## Introducción
En teoría de la relatividad general frecuentemente se plantea el estudio de las propiedades de sistemas aislados. Aunque ningún sistema físico puede estar totalmente aislado del resto del universo, es razonable pensar que si se pretende estudiar la estructura de una estrella concreta, podrían abstraerse ciertos hechos considerando que está libre de la influencia de la materia remota y de la curvatura cosmológica y estudiar la estrella como si estuviera colocada en un espacio-tiempo que a grandes distancias es aproximadamente plano (es decir, donde el campo gravitatorio se anula a grandes distancias). Por esa razón, los espacios asintóticamente planos representan idealmente sistemas aislados en relatividad general.
El problema tienen puntos en común con el estudio del campo electromagnético en la teoría de la relatividad especial para sistemas de cargas aislados (cuyo movimiento ocurra en una región compacta el espacio). En este caso puede darse una caracterización de sistema aislado es sencillo, será cualquier sistema cuyo campo electromagnético respecto a un sistema de referencia inercial decaiga adecuadamente. Por ejemplo si la densidad de corriente {\displaystyle \scriptstyle j^{\alpha }} está confinada a un "tubo de mundo" de soporte espacial compacto, puede demostrarse que el campo electromagnético cumple:

{\displaystyle \lim _{r\to \infty }F_{\mu \nu }(r,t)=O(1/r^{2})}, para t fijo,
{\displaystyle \lim _{r\to \infty }F_{\mu \nu }(r,t)=O(1/r)}, a lo largo de una geodésica tipo luz,

En estos casos las ecuaciones de Maxwell permiten detallar las propiedades principales de los campos electromagnéticos a grandes distancias. En particular, puede hacerse un desarrollo multipolar que en el caso estacionario determina de manera precisa la variación asintótica del campo electromagnético. Aún en el caso dinámico, uno puede establecer un desarrollo multipolar para la energía radicada. En ambos casos, siempre y cuando no exista radiación incidente existe una relación simple entre los coeficientes multipolares y la distribución de densidad de corriente.
Uno esperaría obtener resultados similares en relatividad general tanto para el campo gravitatorio. Sin embargo, aparecen problemas matemáticos incluso en el primer paso del análisis, ya que no parece simple decidir qué es un sistema aislado. El problema es que en relatividad general uno no dispone de una métrica de Minkowski {\displaystyle \scriptstyle \eta _{\alpha \beta }} en términos de la cual la caída de la curvatura del espacio-tiempo {\displaystyle \scriptstyle g_{\alpha \beta }} pudiera ser establecida. En particular, no existe en general un sistema de coordenadas globales asociados a un observador inercial, y por tanto no existe un análogo de la coordenada radial r para especificar tasas de caída del campo gravitatorio o la curvatura. Una manera de superar esta dificultad si existiera un sistema de coordenadas {\displaystyle \scriptstyle (x^{0},x^{1},x^{2},x^{3})} tal que las componentes del tensor métrico cumplieran que:

{\displaystyle \lim _{r\to \infty }g_{\alpha \beta }=\eta _{\alpha \beta }+O(1/r),\quad r:=[x^{1}+x^{2}+x^{3}]^{1/2}}

Sin embargo, esta definición aunque adecuada en muchos aspectos, es inconveniente para trabajar ya que requiere verificar explícitamente la invariancia muchas expresiones. Los problemas anteriores pueden superarse si se intenta un enfoque diferente en que se añaden "puntos del infinito" al espacio tiempo real de manera formal. Eso permite definir de manera no ambigua la energía total de un sistema aislado, así como la energía perdida por radiación gravitatoria, aun cuando en relatividad general no existe ninguna definición satisfactoria de densidad de energía local. Sin embargo, en un sistema asintóticamente plano si es posible definir la "masa gravitatoria total" a diferencia de lo que sucede en un universo totalmente general.